# Хасан Тахсин (журналист)
Вижте пояснителната страница за други личности с името Хасан Тахсин.
Хасан Тахсин (на турски: Hasan Tahsin, Osman Nevres) е османски журналист от еврейски произход,  патриот, републиканец, национален герой на Турция. Член на Тешкилат-и Махсуса.
Той неуспешно се опитва да убие братята Ноел и Чарлз Бъкстон в Румъния през Първата световна война. За този опит за убийство е осъден на пет години затвор. Освободен е, когато немските войски пристигат в Румъния.:с. 75
Тахсин е национален символ на турската съпротива срещу вражеските сили. Той е първият, който открива огън по гръцките войници, които правят десант в Измир на 15 май 1919 г. и започват тригодишната си окупация в западнчата част на Анадола, както и Гръцко-турската война. Убит е на място на 15 май 1919 г., след като първо убива знаменосеца на гръцките сили, нахлуващи в Измир, като така става първата жертва в Турската война за независимост. Преди да загине, той публикува и пише за вестника Хукук-у Бешер (от турски – „Човешки права“). Той е един от първите журналисти, които открито говорят за правата на жените.